# 瓦萨沙塔
瓦萨沙塔（约公元前13世纪前后在位）（英語：Wasashatta）米坦尼国王。沙图瓦拉的儿子与继承人，他与其父亲沙图瓦拉一样，为亚述人的附庸。他企图反抗亚述的残暴统治，却最终被亚述击败并被俘虏。此后他的事迹阙如。